# HD 38527
HD 38527，又名BD+09 954，SAO 113124、HR 1987，是一颗恒星，视星等为5.79，位于銀經196.9，銀緯-9.71，其B1900.0坐标为赤經5h 41m 22.7s，赤緯+9° -9.71′ 8″。